# Joachim Illies (Theologe)
Joachim Illies, auch Ilies oder Illyes, (* um 1535 in Stettin; † 1589 in Stralsund) war ein Lehrer und Theologe des 16. Jahrhunderts.

## Leben
Das erste Studium von Joachim Illies, für Ernst Heinrich Zober bei Abfassung seiner ersten Biographie unbekannt, aber von ihm wegen fehlender Matrikeleinträge in Greifswald und Rostock mit Frankfurt (Oder) aufgrund räumlicher Nähe richtig vermutet, wird durch die Matrikel der Brandenburgischen Universität Frankfurt belegt, wo sich 1553 ein Joachimus Ilies Stetinensis einschrieb. 
1560 war er Subrektor bei Gründung des Gymnasiums in Stralsund unter dem Rektor Lorenz Wydeman. Er schied aus dem Stralsunder Schuldienst aus und betrieb ein ergänzendes Studium an der Universität Rostock ab Michaelis 1561, dort immatrikulierte er sich unter der Herkunftsangabe Stettinensis Pomeranu; ein Zusatz von dritter Hand lautet: Mgr. artium et concionator Sundensis. Er promovierte  im Januar 1566 an der Philosophischen Fakultät der Universität Rostock wiederum mit der Herkunftsangabe in der Matrikel Stetinensis mit späterem Zusatz von dritter Hand Pastor Sundensis ad divam Virginem.
Von Michaelis 1565 bis Ostern 1569 war Joachim Illies wieder im Schuldienst beschäftigt und als Nachfolger von Nicolaus Strokrantz Rektor am Gymnasium Stralsund; sein Nachfolger als Rektor wurde Kaspar Jentzkow. Himmelfahrt 1569 erfolgte seine Ordination als Prediger an der St.-Nikolai-Kirche (Stralsund). Von 1581 bis zu seinem Tode war er Pastor an der Stralsunder Marienkirche.

## Schriften
- Novae theoriae de natura essentia et constitutione medicinae ..., 1597. (VD16 ZV 8518)
- Euphēmiai gamikai in honorem pietatis virtutis atque eruditionis laude cumulatissimi viri dn. Ernesti Molleri Ileburgensis ll. ss. studiosissimi sponsi ..., 1597. (VD16 ZV 5478)